# Takana Zion

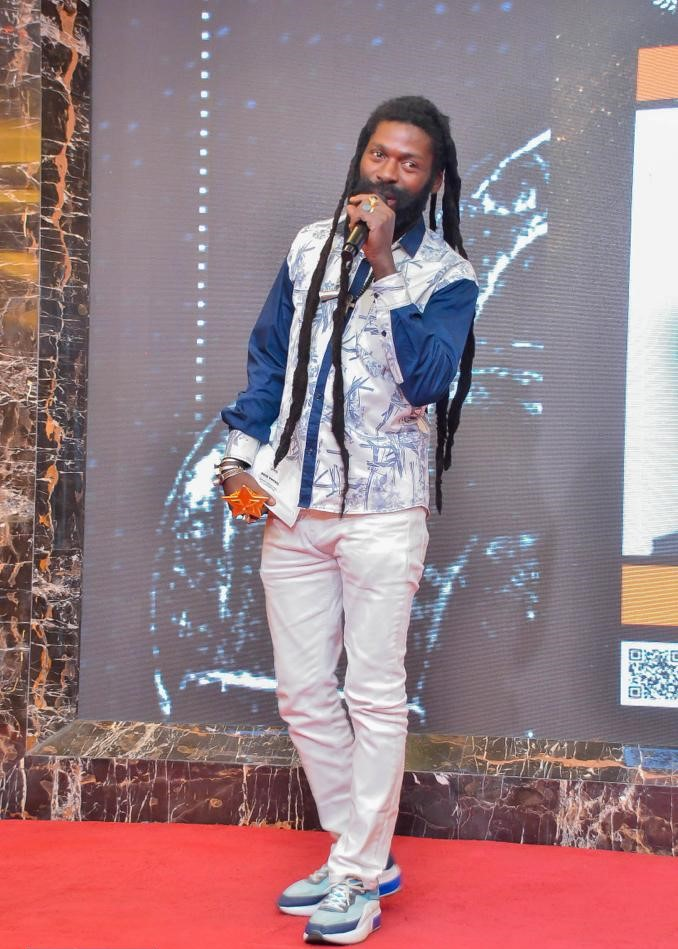
Takana Zion, 2022

Takana Zion (eigentlich Mohamed Mouctar Soumah; * 30. Juni 1986 in Conakry, Guinea) ist ein guineischer Reggaesänger. Er singt auf Englisch, Französisch sowie in den Sprachen Susu, Fulfulde und Malinke.

## Biographie
In der Schule interessierte er sich für Geschichte und bekam schon früh soziale Ungleichheiten innerhalb seines Landes zu spüren. Er erkannte, dass das Wort eine mächtige Waffe ist, und beschloss, diese zu nutzen.
Seine Karriere begann er inmitten der guineischen Rap- und Dancehall-Szene, wo er schnell anerkannt und respektiert wurde. Allerdings machte in den folgenden Jahren Reggae so einen starken Eindruck auf ihn, dass er sich im Folgenden entschied, Reggae zu produzieren, da diese Musikrichtung für ihn am stärksten Gefühle und Bestrebungen gegen soziale Ungerechtigkeit ausdrückt. Zu dieser Zeit wurde er stark von Musikern wie Peter Tosh und Joseph Hill (Culture) inspiriert. Schließlich beschloss er, nach Mali zu reisen, um in Kontakt mit Anhängern der Rastafari-Bewegung zu treten und sich auf seine Zukunft zu konzentrieren.
In Bamako (Mali) traf er verschiedenste Künstler, unter anderen auch Tiken Jah Fakoly. Dieser förderte ihn und half ihm, Bühnenerfahrung zu sammeln, z. B. im Elysée Montmartre in Paris. Außerdem unterstützte er ihn im Studio mit anderen Musikern wie Manjul (Dub To Mali), der in Bamako seit 2001 sein Label Humble Ark unterhielt. Schließlich produzierte Takana Zion mit Manjuls Hilfe zwischen 2006 und 2007 sein Album Zion Prophet. Das Album wurde 2007 dann auch in Frankreich veröffentlicht und Takana trat mit Manjuls Band The Ark Band in Frankreich auf.
2008 begann er in Frankreich, sein zweites Album vorzubereiten, wieder in Zusammenarbeit mit Manjul. Für dieses Album stellte er für die Studioarbeiten eine Band aus Musikern zusammen, die bereits mit Musikern wie Alpha Blondy oder den Wailers gespielt hatten. Das Album wurde schließlich unter dem Titel Rappel A l’Ordre 2009 veröffentlicht.
Nachdem sein zweites Studioalbum vor allem in seiner Heimat Guinea sehr erfolgreich gewesen war und er auch in Europa innerhalb der Reggae-Szene bekannt geworden war, begann er mit den Arbeiten an seinem dritten Album. Für dieses Album stellte er wiederum eine Besetzung für die Studioarbeiten zusammen, diesmal mit Reggae-Veteranen wie Sly Dunbar für die Drums, Sticky Thompson für die Percussions und Robbie Shakespeare für das Keyboard. Außerdem arbeitete er mit jamaikanischen Reggae-Größen wie etwa Capleton zusammen. Das Album erschien schließlich 2011 unter dem Titel Rasta Government.
2012 brachte Takana, der mittlerweile auch als der „afrikanische Sizzla“ bezeichnet wird, sein viertes Studioalbum unter dem Namen Kakilambe heraus. Es wurde diesmal in seiner Heimat Conakry, genauer im Kamacina Studio, mit der Hilfe von DJ Redeyes von RKF Production produziert. Auch auf diesem Album sind wieder musikalische Gäste vertreten, unter anderen der Jamaikaner Sizzla. Es folgten die Alben Good Life (2016) und Human Supremacy (2021).
Am 2. Oktober 2022 feierte er unter dem Titel „Takana Zion - 15 ans de succes“ seine Fans und seine Karriere im Stadion GLC du Nongo in Conakry. Der Termin war extra so gewählt worden, dass das Konzert gleichzeitig zum 64. Unabhängigkeitstag seines Heimatlandes Guinea stattfand. Um die 100.000 Fans besuchten das Mega-Event, das von 17 Uhr bis Mitternacht andauerte.

## Diskografie

### Soloalben
- Zion Prophet 2007
- Black Mafia Vol.1 2008
- Rappel à l'Ordre 2009
- Black Mafia Vol.2 2010
- Rasta Government 2011
- Black Mafia Vol.3 2012
- Kakilambe 2012
- Black Mafia Vol.4 2013
- Good Life 2016
- Human Supremacy 2021

### Singles
- Depui Assiingé 2006
- Sweet Words 2006
- Jeune Fille 2009
- Kota Kota, Samson, Chant ft Xuman du Sénégal, Natural reggea & Jah Jah Time... 2010
- Emanuel  2012

### Videos
- Depui Assiingé 2006
- Sweet Words 2006
- United voice of Africa (feat Majul, mic Mo, dreadlam, Ladji, kokotangjah, Jahman, Bishob et Dj Lion) 2006
- Wo coupe tonguo 2007
- Need U Tonight 2008
- Jeune Fille 2009
- Mama Africa 2009
- La Paix En Guinée (feat DJ Oudy) 2010
- Guinean Gyal 2010
- Joyful Vibes 2010
- Police 2010
- La Paix En Guinée (feat Tiken Jah, Duggy tee, S. Bambino, Moussa, Awadi, mory Kanté, Elie....) 2011
- Glory (feat. Capleton) 2011
- Emanuel 2012
- Hassali (feat. Aïcha Koné) 2012
- Aminata 2013
- Jah Children 2013